# فابريتسيو فابري
فابريتسيو فابري (بالإيطالية: Fabrizio Fabbri)‏ هو دراج إيطالي، ولد في 28 سبتمبر 1948 في أجليانا في إيطاليا، وتوفي في 3 يونيو 2019 في بيزا في إيطاليا.

## وصلات خارجية
- فابريتسيو فابري على موقع أرشيف الدراجات (الإنجليزية)
- فابريتسيو فابري على موقع إحصائيات الدراجات الإحترافية (الإنجليزية)
- فابريتسيو فابري على موقع CycleBase (الإنجليزية)